# 다카하기정
다카하기정(高萩町)은 이바라키현 다가군에 일찍이 존재했던 정이다.

## 개요
현재의 다카하기시는 1954년 신설 합병으로 탄생한 시로, 본 정과는 다른 자치체이다.

## 역사
- 1889년 4월 1일 - 정촌제 시행에 의해 다가군 마쓰바라정이 성립하였다.
- 1937년 10월 1일 - 마쓰바라정이 개칭해 다카하기정이 되었다.
- 1954년 11월 23일 - 마쓰오카 정, 구로마에 촌, 구시카타 촌, 다카오카촌과 합병해, 다카하기시가 성립하여, 동일 다카하기정은 폐지되었다.

## 인구
| 1891년 | 2,835  |
| 1895년 | 5,008  |
| 1920년 | 7,635  |
| 1935년 | 9,653  |
| 1950년 | 19,449 |

## 교통

### 철도
- 일본국유철도 ( →동일본 여객철도)
  - 조반선

### 도로
- 1급 국도
  - 국도 제6호선

## 참고문헌
- 「角川日本地名大辞典」編纂委員会 編『가도카와 일본 지명 대사전 8 茨城県』가도카와 쇼텐、昭和58年12月8日、61、77、78、100、101、597、881、1032、1617pp.
- 高萩市史編纂専門委員会 編『高萩市史 下』国書刊行会、昭和56年11月25日、785pp.
- 日本加除出版株式会社編集部『全国市町村名変遷総覧』、日本加除出版、2006年、ISBN 4817813180、202頁